# Sveriges ishockeyspelares centralorganisation
Sveriges ishockeyspelares centralorganisation (SICO) är en intresseorganisation för ishockeyspelare i Sverige. SICO bildades 1977, och är medlem i International Ice Hockey Players Association (IIHPA), som bildades i Stockholm 1995. Då ishockeyn i Sverige alltmer professionaliserats har SICO alltmer kommit att fungera som en fackförening för hockeyspelare.

### Fotnoter
1. ↑  Björn GYllenberg (18 december 1993). ”Debutsmäll på hotell. Motståndare knockade i influensa”. Dagens nyheter. http://www.dn.se/arkiv/sport/debutsmall-pa-hotell-motstandare-knockade-i-influensa/. Läst 12 februari 2017.